# 722 Frieda
A 722 Frieda (ideiglenes jelöléssel 1911 NA) a Naprendszer kisbolygóövében található aszteroida. Johann Palisa fedezte fel 1911. október 18-án.